# Municipio de Clay (Dakota del Norte)
El municipio de Clay (en inglés: Clay Township) es un municipio ubicado en el condado de Renville en el estado estadounidense de Dakota del Norte. En el año 2010 tenía una población de 39 habitantes y una densidad poblacional de 0,42 personas por km².

## Geografía
El municipio de Clay se encuentra ubicado en las coordenadas 48°40′43″N 101°30′51″O / 48.67861, -101.51417. Según la Oficina del Censo de los Estados Unidos, el municipio tiene una superficie total de 93.01 km², de la cual 92,88 km² corresponden a tierra firme y (0,14 %) 0,13 km² es agua.

## Demografía
Según el censo de 2010, había 39 personas residiendo en el municipio de Clay. La densidad de población era de 0,42 hab./km². De los 39 habitantes, el municipio de Clay estaba compuesto por el 100 % blancos. Del total de la población el 0 % eran hispanos o latinos de cualquier raza.